# São Tomé e Príncipe nos Jogos Olímpicos de Verão de 2016
São Tomé e Príncipe foi uma das nações participantes nos Jogos Olímpicos de Verão de 2016, realizados no Rio de Janeiro, Brasil, entre 5 a 21 de Agosto. A participação do país marcou a sua sexta consecutiva nos Jogos Olímpicos de Verão. Três atletas de São Tomé e Príncipe foram seleccionados para os Jogos. Romário Leitão e Celma Bonfim da Graça foram os corredores de pista e estrada e Buly da Conceição Triste foi o canoísta de águas rasas. da Graça foi a única atleta feminina do plantel e ainda a única que também competira nos Jogos Olímpicos de Verão de 2008 em Pequim, China. Triste foi o primeiro atleta masculino do país a transportar a bandeira de São Tomé e Príncipe na cerimónia de abertura.

## Antecedentes
São Tomé e Príncipe participou de seis Jogos Olímpicos de Verão desde a sua estreia em 1996 na cidade de Atlanta, Estados Unidos, até 2016 no Rio de Janeiro. O maior número de são-tomenses participantes em qualquer um dos Jogos foi 3 nos Jogos Olímpicos de Verão de 2008 em Pequim. No entanto, nenhum atleta conseguiu ganhar uma medalha para o país. Além disso, São Tomé e Príncipe nunca participou dos Jogos Olímpicos de Inverno.
Ambos Romário Leitão e Celma Bonfim da Graça competiram nos Jogos via decisões ao abrigo da Universalidade, enquanto Buly da Conceição Triste foi qualificado através do evento African Sprint Qualifier de 2016 na cidade de Pretória, África do Sul. Triste foi escolhido para transportar a bandeira de São Tomé e Príncipe durante a Parada das Nações da cerimónia de abertura dos Jogos enquanto um voluntário não-identificado segurou a bandeira na cerimónia de encerramento.

## Atletismo
São Tomé e Príncipe teve direito a duas vagas da Associação Internacional de Federações de Atletismo ao abrigo da Universalidade, enviado um atleta masculino e outro feminino aos Jogos Olímpicos. Leitão fez a sua estreia nos Jogos Olímpicos de Verão ao competir nos 5000 metros masculino, enquanto da Graça fez a sua segunda participação, com a sua primeira sendo em 2008, na qual foi também uma das três atletas a concorrer para São Tomé e Príncipe, tendo corrido os 5000 metros feminino e terminado no 16° e último lugar na sua manga, conseguindo alcançar um recorde nacional com o tempo de 17:25.99 minutos, separada por uma margem de 2:16.10 minutos da malawiana Lucia Chandamale. Nestes Jogos Olímpicos, Bonfim correu os 1500 metros feminino e terminou em 14° lugar na sua manga com um tempo de 4:38.86 minutos, não conseguindo ser qualificada para as semifinais. Leitão correu os 5000 metros masculino e terminou em 25° lugar na sua manga com um tempo de 15:53.32 minutos. Ele estava à frente apenas do baremense Zouhair Aouad, que não concluiu a corrida, e não conseguiu se qualificar para as finais.
Legenda
- Nota — As classificações das provas de pista são apenas dentro da manga na qual o atleta competiu
- Q = Qualificado/a para a ronda seguinte
- q = Qualificado/a em ré-pescagens ou, nas provas de pista, através da posição sem alcançar a marca para a qualificação
- RN = Recorde nacional
- N/A = Ronda não existente nessa prova
- Ise = Atleta isento/a de competir nessa ronda

| Atleta                | Prova                   | Manga    | Manga         | Semifinal   | Semifinal     | Final       | Final         |
| Atleta                | Prova                   | Tempo    | Classificação | Tempo       | Classificação | Tempo       | Classificação |
| --------------------- | ----------------------- | -------- | ------------- | ----------- | ------------- | ----------- | ------------- |
| Romário Leitão        | 5000 metros — masculino | 15:53.32 | 25            | N/A         | N/A           | Não avançou | Não avançou   |
| Celma Bonfim da Graça | 1500 metros — feminino  | 4:38.86  | 14            | Não avançou | Não avançou   | Não avançou | Não avançou   |

## Canoagem
São Tomé e Príncipe qualificou uma embarcação para a canoagem C-1 nos 1000 metros dos Jogos Olímpicos no Campeonato Africano de 2016, marcando assim o retorno do país ao desporto após um hiato de 8 anos. Triste fez a sua estreia nos 1000 metros masculino competindo em uma canoa coberta. Ele terminou no 6° e último lugar na sua manga com um tempo de 4:54.516 minutos, qualificando-se automaticamente para as semifinais, contudo, não conseguiu garantir uma posição nas finais após terminar em 7° com um tempo de 4:46.396 minutos, 16 segundos mais lento que Angel Kodinov da Bulgária.
| Atleta                   | Prova                       | Manga    | Manga         | Semifinal | Semifinal     | Final       | Final         |
| Atleta                   | Prova                       | Tempo    | Classificação | Tempo     | Classificação | Tempo       | Classificação |
| ------------------------ | --------------------------- | -------- | ------------- | --------- | ------------- | ----------- | ------------- |
| Buly da Conceição Triste | C-1 1000 metros — masculino | 4:54.516 | 6             | 4:46.396  | 7             | Não avançou | Não avançou   |

Legenda da qualificação: FA = Qualificado para a final (disputa de medalhas); FB = Qualificado para a final B (sem medalhas)